# Văn miếu Bắc Ninh
Văn miếu Bắc Ninh là một trong 6 văn miếu của Việt Nam. Tại đây thờ Khổng tử, và 12 bia "Kim bảng lưu phương" lưu danh 677 vị đại khoa quê hương Kinh Bắc (bao gồm Bắc Ninh, Bắc Giang và một số xã sau này nhập về huyện Gia Lâm, Đông Anh thuộc Hà Nội và Văn Lâm, Văn Giang thuộc Hưng Yên).
Cùng với Hà Nội và Huế, Bắc Ninh là địa phương thứ ba xây dựng Văn Miếu có tầm cỡ quy mô. Được xây dựng cách ngày nay hàng trăm năm, cùng với sự thăng trầm phát triển của đất nước, Văn miếu Bắc Ninh cũng trải qua rất nhiều lần tu bổ, tôn tạo và chuyển đổi vị trí.

## Sơ lược về khoa bảng ở Bắc Ninh
Trải gần nghìn năm chế độ khoa cử phong kiến Việt Nam: bắt đầu từ khoa thi Minh kinh bác học triều Lý năm Ất Mão 1075 đến khoa thi cuối cùng của triều Nguyễn 1919, có 188 khoa thi với 2971 vị đỗ đại khoa, riêng vùng Bắc Ninh - Kinh Bắc gần 700 vị, theo địa giới hành chính hiện nay thì tỉnh Bắc Ninh có khoảng gần 400 vị.
Truyền thống khoa bảng của Bắc Ninh bắt đầu với người đỗ thủ khoa đầu tiên trong nước đó là ông Lê Văn Thịnh. Ông là người thôn Bảo Tháp, xã Đông Cứu, huyện Gia Bình, đỗ trạng nguyên khoa thi Minh Kinh bác học triều Lý năm 1075 (khoa thi chọn người giỏi vào hầu vua học), vì vậy ông được người đời phong ông là vị trạng nguyên khai khoa đầu tiên của đất Việt. Sau đó, năm 1084 vua cử ông tới trại Vĩnh Bình để giải quyết vấn đề biên giới giữa 2 nước, với tài ngoại giao suất sác ông đã đòi lại cho nước ta 6 huyện, 3 động. Với công lao to lớn ông được thăng chức Thái Sư và ông giữ chức này trong suốt 12 năm;
Trong chế độ khoa cử phong kiến Việt Nam, chỉ có 2 vị được phong là lưỡng quốc trạng nguyên (Mạc Đĩnh Chi quê Hải Dương và Nguyễn Đăng Đạo người thôn Hoài Thượng, xã Liên Bão, huyện Tiên Du, Bắc Ninh). Nguyễn Đăng Đạo đỗ trạng nguyên năm 1683, ông là nhà chính trị ngoại giao lỗi lạc, trong một lần đi xứ nhà Thanh với trí thông minh và tài ngoại giao xuất sắc của mình ông đã đòi lại cho nước ta 3 động, nhà Thanh vô cùng cảm phục suy tôn là đệ nhất khôi nguyên Bắc Triều. Sau khi ông mất, nhà vua vô cùng thương tiếc và ban cho 4 chữ: "Lưỡng quốc Trạng nguyên" và đôi câu đối " Tiến sĩ thượng thư thiên hạ hữu. Trạng nguyên tể tướng thế gian vô".
Lý Đạo Tái, sinh năm 1254 quê ở làng Vạn Tư huyện Gia Định nay là thôn Vạn Ty xã Thái Bảo, huyện Gia Bình, Bắc Ninh. Ông đỗ trạng nguyên năm 1274 sau một thời gian làm quan, ông cáo quan về quê và tu hành lấy pháp hiệu là Huyền Quang (là vị tổ thiền thứ ba của thiền phái Trúc Lâm).
Vùng đất Kinh Bắc còn nổi tiếng với "tứ gia vọng tộc" – Những gia tộc có nhiều người đỗ đạt cao làm vẻ vang cho dòng họ.
Trong số tứ gia vọng tộc đất Kinh Bắc xưa, dòng họ Nguyễn Tam Sơn- Từ Sơn nổi tiếng là đất khoa bảng, nơi sản sinh ra nhiều nhân tài:
Tam Sơn là đất ba gò
Của trời vô tận một kho nhân tài
Làng Kim Đôi có 25 tiến sĩ trong đó họ Nguyễn có 18 tiến sĩ và họ Phạm có 7 tiến sĩ. Vào thời nhà Lê, làng Kim Đôi được phong là "làng tiến sĩ".
Kim Đôi nhiều cuộc hiển vinh
Hai mươi lăm vị khoa danh rỡ ràng
Trong 18 vị Tiến sĩ họ Nguyễn có gia đình 5 anh em ruột đỗ tiến sĩ và cùng làm quan một triều, giữ những trọng trách quốc gia. Họ Nguyễn- Kim Đôi cũng là họ duy nhất 13 đời liên tiếp đỗ đại khoa, trong đó có 9 anh em, chú cháu cùng làm quan đại thần một triều.
Ngoài ra còn có dòng họ Nguyễn ở Vĩnh Kiều, Từ Sơn cũng là một trong những làng tiêu biểu về truyền thống khoa bảng :
Vĩnh Kiều ấy bảng vàng rỡ rỡ
Mười hai tên, ngựa ngựa xe xe
Dòng họ Nguyễn Đăng cũng nổi tiếng với mấy đời ông cha bác cháu anh em đều đỗ đạt và cùng làm quan vào hàng quyền cao chức trọng trong triều, đó cũng chính là dòng họ của vị trạng nguyên Nguyễn Đăng Đạo:
Làng Bịu có đấng thám hoa
Tiếng bay thượng quốc gần xa biết tài

## Địa điểm
Văn miếu Bắc Ninh được khởi dựng vào thời Lê, thời kỳ Nho giáo có ảnh hưởng quan trọng tới nền chính trị của dân tộc, đây là một trong ít Văn miếu hàng tỉnh ở nước ta được xây dựng. Theo sách Đại Nam nhất thống chí do Quốc Sử Quán triều Nguyễn biên soạn và bia "Trùng tu Bắc Ninh bi đình ký" dựng vào năm Duy Tân thứ 6 (1912) cho biết: "Văn miếu Bắc Ninh ở phía Đông Bắc tỉnh thành thuộc Sơn Phận xã Thị Cầu, huyện Võ Giàng được tu bổ vào năm Gia Long thứ nhất (1802), làm lại năm Triệu Trị thứ 4 (1844)". Tuy nhiên qua thời gian nhất là giai đoạn đất nước ta bị thực dân Pháp xâm lược, triều đình phong kiến nhà Nguyễn thiếu sự quan tâm, chú ý nên Văn miếu Bắc Ninh bị hư hại hoang phế.
Đến năm Quý Tỵ, niên hiệu Thành Thái thứ 5 (1893), quan Đốc học tỉnh Bắc Ninh là Đỗ Trọng Vỹ, người thôn Đại Mão, xã Hoài Thượng, huyện Thuận Thành vận động các vị văn thân, chức sắc, nhân dân các địa phương góp tiền của chuyển Văn miếu về núi Phúc Sơn (nay thuộc Khu 10, phường Đại Phúc, thành phố Bắc Ninh). Sở dĩ nơi đây được lựa chọn vì theo quan niệm phong thủy của người xưa, núi Phúc Sơn là một ngọn núi mọc lên giữa vùng đồng bằng rộng lớn trù phú là nơi có vận khí tốt, việc xây dựng Văn miếu nơi đây tốt cho việc học, thuận lợi việc cúng tế hàng năm của tỉnh.

## Cấu trúc
Tổng thể công trình gồm: Tiền Tế (5 gian), Hậu Đường (5 gian), hai bên hồi Hậu Đường là Bi Đình (3 gian 2 dĩ), hai bên hồi Tiền Đường là Hội đồng trị sự và Tạo Soạn; hai bên sân trước Tiền Tế là nhà Tả Vu, Hữu Vu.
- Bái đường là nơi đặt bàn thờ và hai tấm bia đá có tên "Trùng tu Bắc Ninh bi đình ký" dựng năm Duy Tân 6 (1912) có nội dung ghi chép lại việc di dời Văn Miếu từ núi Thị Cầu về núi Phúc Đức ngày nay
- Tiền tế là nơi hành lễ trước kia, hiện có 2 tấm bia "Phụ ký" (ghi chép các vị Tiến sĩ không được khắc trên Kim bảng lưu phương) và "Bắc Ninh tỉnh quan viên cung tiến" (dựng năm 1896, nội dung văn bia đề cập quan viên tỉnh Bắc Ninh cung tiến ruộng cho Văn miếu để làm tự điền) được đặt ở đầu hồi nhà. Hậu đường nằm phía sau Tiền tế, cách nhau bằng một khoảng sân rộng 2m. Đây là nơi thờ Khổng Tử, Tứ phối và các bậc Tiên hiền.
- Hai bên Tiền tế là dãy Tả vu, Hữu vu là nơi thờ tự các Cử nhân, Tú tài của đất Kinh Bắc.
- Toàn bộ công trình có kiến trúc chồng giường giá chiêng, hệ thống khung gỗ lim được bào trơn đóng bén.
Tại đây, thực dân Pháp còn cho xây dựng lô cốt, tháp canh để bao quát các vùng lân cận.
Sau hoà bình lập lại, Văn miếu được nhân dân địa phương góp công sức tiền của tôn tạo lại nhằm phát huy truyền thống giáo dục khoa bảng của quê hương. Với những giá trị lớn lao nhiều mặt của di tích, năm 1988 Văn Miếu Bắc Ninh đã được xếp hạng là Di tích quốc gia.

## Hệ thống bia đá
Trải thời gian và đặc biệt trong thời kỳ kháng chiến chống Pháp, công trình đã bị xuống cấp và bị phá hủy gần như hoàn toàn, chỉ còn lại hệ thống bia đá. Năm Kỷ Sửu (1889) Quan Đốc học Đỗ Trọng Vỹ đã cho khắc 12 tấm bia đá "Kim bảng lưu phương", ghi danh 677 vị đỗ đại khoa của xứ Kinh Bắc . 12 tấm bia này được Thủ tướng Chính phủ công nhận là bảo vật quốc gia vào năm 2020.